# Енрике II Кастилски
Енрике II Кастилски (на испански: Enrique II de Castilla; * 13 януари 1334, Севиля ; † 29 май 1379, Санто Доминго де ла Калсада) е крал на Кастилия и Леон (от 23 март 1369 година). Основател на Династия Трастамара.

## Произход
Енрике, граф на Трастамара, е извънбрачен син на крал Алфонсо XI Кастилски (1311 – 1350) и Леонора де Гусман (1310 – 1351).

## Борба за престола
През 1366 г., Енрике де Трастамара в борбата му срещу Педро I Жестокия намира съюзник в лицето на френския военачалник Бертран дю Геклен, обединил около себе си водачите на множеството наемнически групи, които плячкосват френските земи след прекратяването на военните действия с Англия. Начело на тази нова сила, Геклен навлиза в Кастилия, като съюзник на Енрике превзема редица ключови крепости, сред които и столицата Бургос. Там на 5 май 1366 година Енрике е коронясан за крал на Кастилия и Леон. През ноември същата година, Енрике не успява да превземе галисийската крепост Луго, а на 3 април 1367 година е разбит при Нахера от крал Педро I Жестоки, който е поддържан от английската армия командвана от Едуард Черния принц. След това поражение, той се скрива в Пиренеите.
На следващата 1368 г., Черният принц, болен от дизентерия и остава почти без войници (всеки 4 от 5 англичани умират по време на кастилската кампания), е принуден да напусне Иберия. Скоро Педро не може да се разплати с англичаните и се лишава от тяхната помощ. Останал сам, Педро I е разбит от Енрике и Геклен в битката при Монтиел на 22 март 1369 година. След битката, Педро I се свързва с Бертран, предлагайки му подкуп, за да го пропусне през своите постове. Бертран приема, но казва за плана на Енрике, който му предлага повече пари и земи ако доведе Педро в кралската шатра. Срещата на двамата еднокръвни братя преминава бурно и те започват да се бият с ками, като Енрике пронизва смъртоносно и убива Педро I Жестоки.
Тази победа не донася на Енрике II окончателно утвърждаване на кастилския трон. Против него създават коалиция кралят на Португалия, Фернанду, и Джон Гонт, херцог на Ланкастър. Първата война с него (1369 – 1371) се води пасивно и завърщва с годеж между Фернанду I и дъщерята на Енрике II Леонора. В хода на втората война (1373 год) Енрике разгромява войска на съюзниците и обсажда Лисабон. Фернанду I е принуден да подпише унизителен мир. Впоследствие Енрике II успешно се бори с опозицията сред кастилското дворянство, но с цената на ослабване на централната власт, тъй като раздава много земи и владения на своите поддръжници.

## Брак и деца
На 27 юли 1350 Енрике II се жени за Хуана Мануел, дъщеря на Хуан Мануел, принц на Вилена, младши клон на кралския дом на Кастилия. Те имат три деца:
- Хуан I Кастилски (1358 – 1390)
- Елеонора (1361 – 1425), съпруга на крал Карл III Наварски
- Хуана (1367 – 1374)

Има извънбрачни деца припознати през 29 май 1374:
- Алфонсо (1355 – 1398)
- Ленор
- Хуана
- Констанца
- Фернандо (1365 – 1438)
- Мария (1375 – сл. 1393)
- Федериго
- Беатрис († 1409)
- Eнрике (1378 – 1404)
- Педро († 1366)
- Изабел
- Инес († сл. 1443)
- Хуана

## Галерия готическо изкуство с образа на крал Енрике
- Мадона с донатор Енрике
Прадо
- Стъклопис от Алкасар
- Релефен медальон с образа на Енрике
- Коронацията на Енрике
миниатюра
- Надгробна статуя на Енрике в катедрала Света Мария, Толедо